# Hiram Abrams

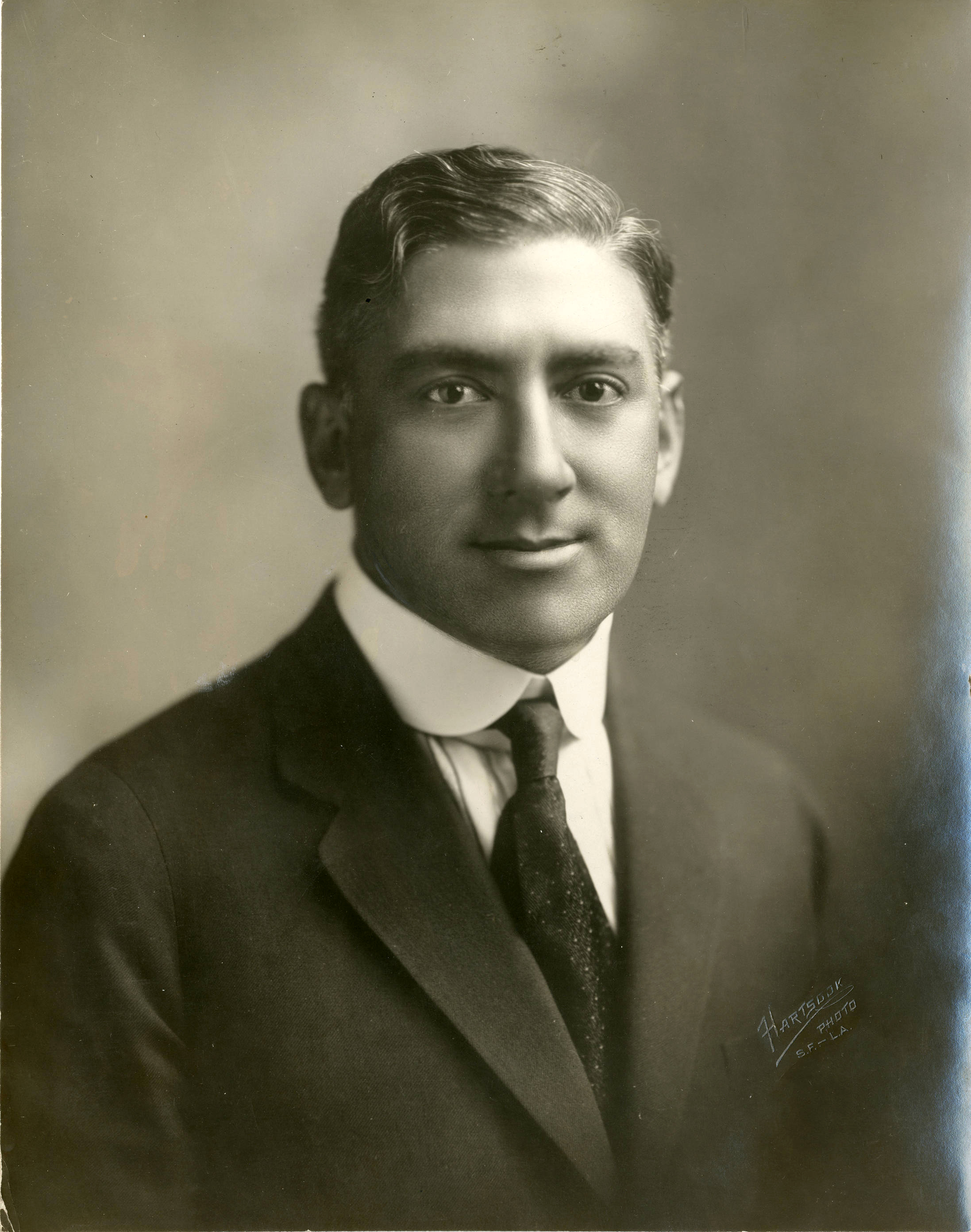
Hiram Abrams (1917)

Hiram Abrams (* 22. Februar 1878 in Portland, Maine, Vereinigte Staaten; † 15. November 1926 in Manhattan, New York City, New York, Vereinigte Staaten) war der erste Präsident des Filmverleihs United Artists.

## Leben
Vor seiner Zeit bei der United Artists war Abrams selbst Mitinhaber eines Filmverleihs. Nach der Gründung des neuen Filmverleihs am 19. Mai 1919 durch die Schauspielerin Mary Pickford, ihren Mann und Berufskollegen Douglas Fairbanks sen., den Regisseur David Wark Griffith und den Komiker Charlie Chaplin wurde Abrams zum ersten Präsidenten ernannt. In den ersten Jahren des Bestehens hatte der Filmverleih United Artists und damit auch ihr jüdischer Präsident mit hohen Fixkosten für die Bereitstellung eines Filmverleihs zu kämpfen und nur wenige Kinofilme, die durch sie an die Kinos geliefert werden konnten. Begründet ist dies in den vorher bestehenden Verträgen der Gründungsmitglieder. Obwohl alle neuen filmischen Produkte von nun an über die United Artists an die Kinotheater gehen sollten, mussten erst die früheren Verpflichtungen erfüllt werden.
Erst Abrams Nachfolger Joseph Schenck gelang es, dieses Dilemma zu beenden und die United Artists als eine der drei kleinen US-amerikanischen Filmverleihe zu etablieren.